# Райт, Моника
Моника Ашанте Райт (англ. Monica Ashante Wright; родилась 15 июля 1988 года в Сан-Антонио, штат Техас, США) — американская профессиональная баскетболистка, выступавшая в женской национальной баскетбольной ассоциации. Была выбрана на драфте ВНБА 2010 года в первом раунде под общим вторым номером командой «Миннесота Линкс». Играла на позиции атакующего защитника.

## Ранние годы
Моника родилась 15 июля 1988 года в городе Сан-Антонио (штат Техас) в семье Гарри и Линетт Райт, у неё есть брат, Джерард. В детстве её семья переехала в город Вудбридж (штат Виргиния), где она училась в средней школе Форест-Парк, в которой выступала за местную баскетбольную команду.